# Festival da Canção de Itacoatiara
O Festival da Canção de Itacoatiara, mais conhecido por Fecani, é um festival de música brasileiro realizado na cidade de Itacoatiara, localizada na Região Metropolitana de Manaus, no Amazonas. É amplamente considerado como o maior festival de música da Região Norte do Brasil.
O evento acontece no Centro Cultural Iracema Holanda, na primeira semana de setembro, num espaço que faz jus a grandeza do festival.

## História
O Festival da Canção de Itacoatiara nasceu em 1985, da vontade de estimular a produção musical no Amazonas. No início, era um pequeno festival, que reunia compositores locais de Manaus, realizado na Praça da Matriz. 
O evento tomou outra proporção, passando as fronteiras regionais e nacionais, e ganhou adeptos, que todo o final de setembro se deslocavam de suas cidades para prestigiar o Fecani.
Em 2020, o Governo do Estado do Amazonas adiou a realização do 35º Festival da Canção de Itacoatiara para 2021 em função da pandemia de COVID-19 no Brasil.